# کاسیا
کاسیا یا کاسیانی (به یونانی: Κασσιανή؛ ۸۰۵/۸۱۰ - پیش از ۸۶۵) یک سرراهبه، شاعر، آهنگساز و ترانه‌سرای بیزانسی بود. او یکی از نخستین آهنگسازان قرون وسطایی است که امتیازات او هم موجود است و هم می‌تواند توسط دانشمندان و موسیقی دانان امروزی تفسیر شود. تقریباً پنجاه سرود روحانی از وی باقی مانده‌است که بیست و سه مورد از آن‌ها در کتاب‌های مذهبی کلیسای ارتدکس یافت می‌شود. ارزیابی تعداد دقیق سروده‌های او دشوار است، زیرا بسیاری از آن‌ها در نسخه‌های خطی مختلف به نویسندگان مختلف نسبت داده می‌شود و گاه هم از نویسنده به عنوان ناشناس یاد می‌شود.
افزون بر این، حدود ۷۸۹ شعر غیرمذهبی از او باقی مانده‌است. بسیاری از آن‌ها قطعه‌ها یا قصیده‌هایی هستند است که «شعر اندرزی» نامیده می‌شوند. یکی از شناخته‌شده‌ترین شعرهای اندرزی او «من از مرد ثروتمندی که ناله فقیر شدن سر می‌دهد، متنفرم» است
کاسیا به عنوان یکی از حداقل دو زنی در دوره میانه بیزانس مشهور است که به نام خودشان نوشته‌اند، دیگری آنا کومننه است.

## آثار

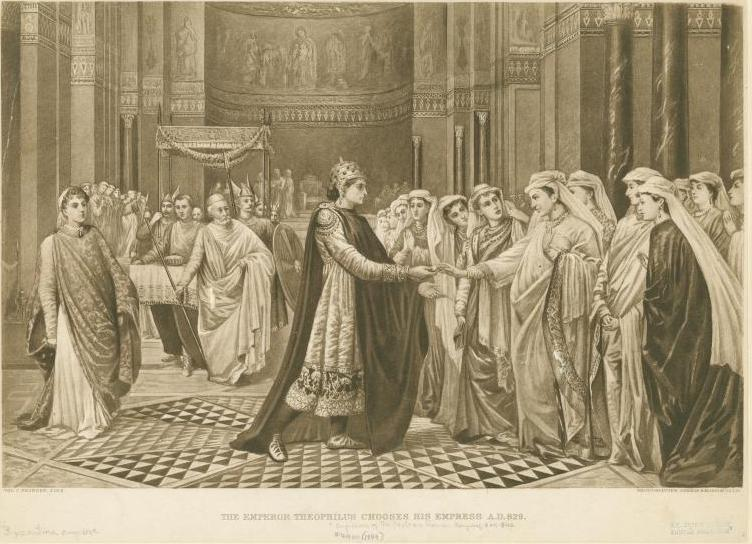
بازنمایی قرن نوزدهم از انتخاب تئوفیلوس

کاسیانی سروده‌های بسیاری را نوشته‌است که از برخی از آن‌ها تا له امروز نیز در مراسم مذهبی بیزانسی استفاده می‌شود. تئودور استودیت بزرگ کاسیانی را در حالی که هنوز یک دختر جوان بود، شناخته و تحت تأثیر سبک یادگیری و ادبی او قرار گرفته بود. کاسیانی نه تنها شعر معنوی می‌سرود، بلکه موسیقی را برای همراهی با آن می‌ساخت. او به عنوان «پدیده‌ای استثنایی و نادر» در میان آهنگ‌سازان زمان خود شناخته می‌شود. حداقل بیست و سه سرود اصلی به او نسبت داده شده‌است.
معروف‌ترین سروده کاسیا مناجات کاسیا نام دارد که به نام تروپاریون کاسیانی نیز شناخته می‌شود. این سرود هر ساله در چهارشنبه مقدس در سپیده دم خوانده می‌شود. بلندترین سروده او یک کانُن (قصیده ارتدکس) متشکل از ۳۲ مطلع برای خاکسپاری است که در پاراستاس (مراسم یادبود) خوانده می‌شود. شماری از سروده‌های او در تریودون (کتاب مذهبی که در دوران روزه بزرگ استفاده می‌شود) نیز یافت می‌شوند. یکی دیگر از سروده‌های او به عنوان داکسستیکون نیز در مراسم مقدس غروب شب کریسمس خوانده می‌شود.